# James Donato
James Joseph Donato (n. 29 iulie 1960, Pasadena, California, SUA) este un judecător districtual al Statelor Unite ale Americii din cadrul Tribunalului Districtual al Statelor Unite pentru Districtul de Nord din California.

## Biografie
Donato s-a născut la 29 iulie 1960, în Pasadena, California. A obținut o diplomă în 1983 de la Universitatea din California, Berkeley. A obținut o diplomă Artium Magister⁠(d) în 1984 de la Universitatea Harvard. A obținut un doctorat Juris în 1988 la Stanford Law School, unde a fost membru al consiliului executiv al Stanford Law Review⁠(d).
În perioada 1988-1989, Donato a lucrat ca grefier pentru judecătorul Procter Ralph Hug Jr.⁠(d) de la Curtea de Apel a Statelor Unite pentru al Nouălea Circuit. Din 1990 până în 1993, a fost asociat la firma de avocatură Morrison & Foerster LLP din San Francisco. Din 1993 până în 1996, a fost procuror municipal adjunct în cadrul Biroului Procurorului Municipal din San Francisco. Din 1996 până în 2009, a fost partener la Cooley LLP⁠(d). Din 2009 până în 2014 a fost partener de litigii în cadrul biroului din San Francisco al Shearman & Sterling⁠(d) LLP. Practica sa s-a concentrat pe litigii antitrust și procese colective. Este fost președinte al Baroului din San Francisco.

### Serviciul judiciar federal
La 20 iunie 2013, președintele Barack Obama l-a nominalizat pe Donato în funcția de judecător districtual al Tribunalului Districtual al Statelor Unite pentru Districtul de Nord al Californiei, pe locul lăsat vacant de judecătorul James Ware, care s-a pensionat la 31 august 2012. Nominalizarea sa a fost înaintată Comisiei Juridice a Senatului. Audierea pentru nominalizarea lui Donato a avut loc la 11 septembrie 2013, în fața comisiei. La 31 octombrie 2013, Donato a fost respins în unanimitate de comisie. La 12 februarie 2014, liderul majorității din Senat, Harry Reid⁠(d), a depus o cerere de încuviințare⁠(d) a numirii lui Donato. La 25 februarie 2014, Senatul Statelor Unite a invocat încuviințarea asupra nominalizării lui Donato printr-un vot de 55-42, cu 1 senator prezent. Mai târziu, în aceeași zi, nominalizarea a fost confirmată printr-un vot de 90-5. Donato și-a primit comisia judiciară la 26 februarie 2014.

### Pangea Legal Services v. Departamentul de Securitate Internă al Statelor Unite
La 8 ianuarie 2021, Donato a emis un ordin de blocare a punerii în aplicare a unei norme emise de Departamentul pentru Securitate Internă al Statelor Unite și de Departamentul de Justiție al Statelor Unite, care ar fi creat noi restricții pentru cei care solicită azil în Statele Unite. Donato a hotărât că presupusul secretar interimar al Securității Interne, Chad Wolf, nu avea autoritatea de a impune această regulă, deoarece nu fusese numit în mod corespunzător în funcția sa. Donato a subliniat că a fost al cincilea judecător federal care a constatat că numirea lui Wolf a fost ilegală și a criticat guvernul pentru reciclarea acelorași argumente pe care le-a folosit pentru a apăra fără succes numirea lui Wolf în trecut, scriind: „De fapt, guvernul continuă să se izbească cu aceeași mașină de o poartă, în speranța că într-o zi va reuși să treacă de ea.”
Wolf a demisionat din funcție la trei zile după hotărârea lui Donato – și la cinci zile după asaltul din 6 ianuarie 2021 asupra Capitoliului SUA – afirmând că acțiunea sa a fost „justificată de evenimentele recente, inclusiv de hotărârile judecătorești în curs și nefondate privind validitatea autorității mele ca secretar interimar”.

### Alte cazuri notabile
În mai 2020, Donato a hotărât că un brevet pentru „aparate foto digitale care utilizează senzori multipli cu obiective multiple” era invalid deoarece viza o idee abstractă, în conformitate cu Alice Corp. v. CLS Bank International. Donato a declarat că revendicarea reprezentativă a brevetului a fost pur și simplu „atrasă de ideea abstractă de a face două fotografii și de a utiliza aceste fotografii pentru a se îmbunătăți reciproc într-un anumit fel”, care este o practică cunoscută „încă din primele zile ale mediului fotografic”. După ce reclamantului i s-a dat posibilitatea de a-și modifica plângerea, Donato a decis din nou că brevetul este invalid. Curtea de Apel a Statelor Unite pentru Circuitul Federal a confirmat hotărârea lui Donato printr-o decizie cu 2-1.
La 26 august 2020, Donato a acordat o interdicție preliminară pentru opt state și patru districte școlare care intentaseră un proces pentru a împiedica Departamentul pentru Educație al Statelor Unite și Secretarul pentru Educație al Statelor Unite să pună în aplicare o normă care impunea condiții privind modul în care fondurile alocate în temeiul Legii CARES ar fi împărțite între școlile publice și cele private. Regula a alocat fondurile în funcție de numărul total de elevi înscriși într-o școală, mai degrabă decât în funcție de numărul de elevi cu venituri reduse și a fost controversată din cauza argumentelor potrivit cărora a deturnat fondurile de ajutor pentru pandemia COVID-19 de la școlile publice la școlile private. Donato a împiedicat Departamentul Educației și pe secretarul Betsy DeVos⁠(d) să pună în aplicare această regulă, afirmând că argumentele lor în favoarea acesteia erau o formă de „jiggery-pokery interpretativ” la extrem” (citând disidența judecătorului Antonin Scalia în cauza King v. Burwell⁠(d)).
În februarie 2021, Donato a aprobat o înțelegere în valoare de 650 de milioane de dolari între Facebook și un grup de reclamanți acționați în justiție în temeiul Legii privind confidențialitatea informațiilor biometrice din Illinois. Donato respinsese anterior înțelegerea când aceasta valora doar 550 de milioane de dolari și a lăudat înțelegerea revizuită ca fiind „o victorie majoră pentru consumatori în domeniul extrem de disputat al confidențialității digitale.” Doi membri ai clasei au făcut apel la Curtea de Apel a Statelor Unite pentru al Nouălea Circuit, care a confirmat aprobarea înțelegerii de către Donato la 17 martie 2022.
De asemenea, în februarie 2021, Donato l-a condamnat pe fostul membru al Adunării Statului California Terrence Goggin⁠(d) la un an și o zi de închisoare pentru spălare de bani și i-a ordonat lui Goggin să plătească 685.000 de dolari drept despăgubire pentru victimele sale.
La 28 februarie 2024, Donato a hotărât că interdicția permanentă a Californiei de a deține arme de foc pentru persoanele ale căror condamnări au fost anulate, înlăturate sau respinse încalcă Al Doilea Amendament în ceea ce îi privește pe reclamanții individuali.